# گابسهایم
گابسهایم (به آلمانی: Gabsheim) یک شهر در آلمان است که در آلزی-ورمز واقع شده‌است. گابسهایم ۷۷۳ نفر جمعیت دارد.